# Бажанская-Озаркевич, Ольга-Александра Порфирьевна
Ольга-Александра Порфирьевна Бажа́нская-Озарке́вич (укр. Бажанська-Озаркевич Ольга-Олександра Порфирівна; 30 декабря 1866, Львов — 15 июля 1906, Закопане) — украинская пианистка, фольклористка, писательница, общественный деятель. В замужестве — Озаркевич. Литературные псевдонимы — «Оксана», «Олеся Б.»

## Биография
Ольга-Александра Бажанская родилась 30 декабря 1866 года во Львове. Дочь священника, композитора, музыковеда, писателя, фольклориста Порфирия Бажанского.
В 1885 году окончила Львовскую учительскую семинарию. Музыки училась у отца И. Гуневича (Львов). После окончания семинарии учительствовала в селе Сороки и в городе Городок. Учила игре на фортепиано.
Принимала активное участие в женском движении. В 1891 году стала одним из организаторов в Львове музыкально-хорового общества «Боян». Умерла 15 июля 1906 года в городе Закопане. Похоронили Бажанскаю-Озаркевич во Львове на Лычаковском кладбище.

## Концертная деятельность
В 1892—1900 годах Бажанская-Озаркевич выступала как пианистка на концертах общества «Боян», посвященных Тарасу Шевченко и Маркиану Шашкевичу.
Аккомпанировала на концертах во Львове певцам Соломии Крушельницкой (1892, 1894, «Ой люли, люли» и «Ой мисяцю, мисяченьку» Николая Лысенко, «В гаю, гаю» Дениса Сичинского), Марии Павликов, Ивану Скалишу и другим.
В репертуаре Бажанской-Озаркевич были фортепианные произведения украинских и зарубежных композиторов, в частности Николая Лысенко, Фридерика Шопена, Ференца Листа, Роберта Шумана.
По определению «Энциклопедии украиноведения», Ольга-Александра Бажанская — первая украинская профессиональная пианистка в Галиции.
Композитор Остап Нижанковский посвятил Бажанской-Озаркевич произведение «Над озером» (1894).

## Литературное творчество
В 1887 году в альманахе «Первый венок» опубликовала новеллу «Кондрат» (о тяжелой судьбе солдата), стихотворение «Когда-то было».
В 1891 году в журнале «Народ» опубликовала повесть «5.V 1891», посвященную судьбе женщины-интеллигентки в тогдашнем обществе.
Переводила произведения польского писателя Владислава Оркана (рассказ «Полдник», «Отступник», «Ясная Поляна», «Над Бердом»).
В Сороках записала пословицы, которые Иван Франко поместил в своем издании «Галицко-русские присказки» (1901—1910).
Записанные Бажанской-Озаркевич песни вошли в сборник «Народные галицкие мелодии» (Львов, 1905—1912, части 1-10), составителем которого был Порфирий Бажанский.